# Trophée Cy Young
Pour les articles homonymes, voir Cy Young (homonymie) et Young.
Dans la Ligue majeure de baseball (Amérique du Nord), le trophée Cy Young est le prix accordé au meilleur lanceur de l'année. On nomme deux vainqueurs chaque année : celui de la Ligue nationale et celui de la Ligue américaine. Avant 1967, un seul lanceur par saison fut désigné chaque saison.
Les décisions sont prises par un vote les journalistes sportifs membres de la Baseball Writers Association of America, avec deux journalistes représentant chaque franchise : 30 votants en Ligue américaine et 30 en Ligue nationale. Chaque votant désigne trois lanceurs par ligue, dans un ordre préférentiel : premier, deuxième et troisième. Le joueur ayant le plus de suffrages gagne le trophée. En cas d'égalité, le trophée est partagé. À l'origine, chaque votant donnait seulement un nom.

## Histoire
Le trophée Cy Young est créé en 1956 par le commissaire de la MLB, Ford Frick, en hommage au lanceur Cy Young, décédé en 1955.
Le premier vainqueur de trophée est Don Newcombe, et les plus récents vainqueurs (2014) sont Clayton Kershaw en Ligue nationale et Corey Kluber, en Ligue américaine.
En 1957, Warren Spahn est le premier lanceur gaucher vainqueur du trophée. En 1974, Mike Marshall est le premier lanceur de relève au palmarès.

## Palmarès

### Ligues majeures unifiées (1956-1966)

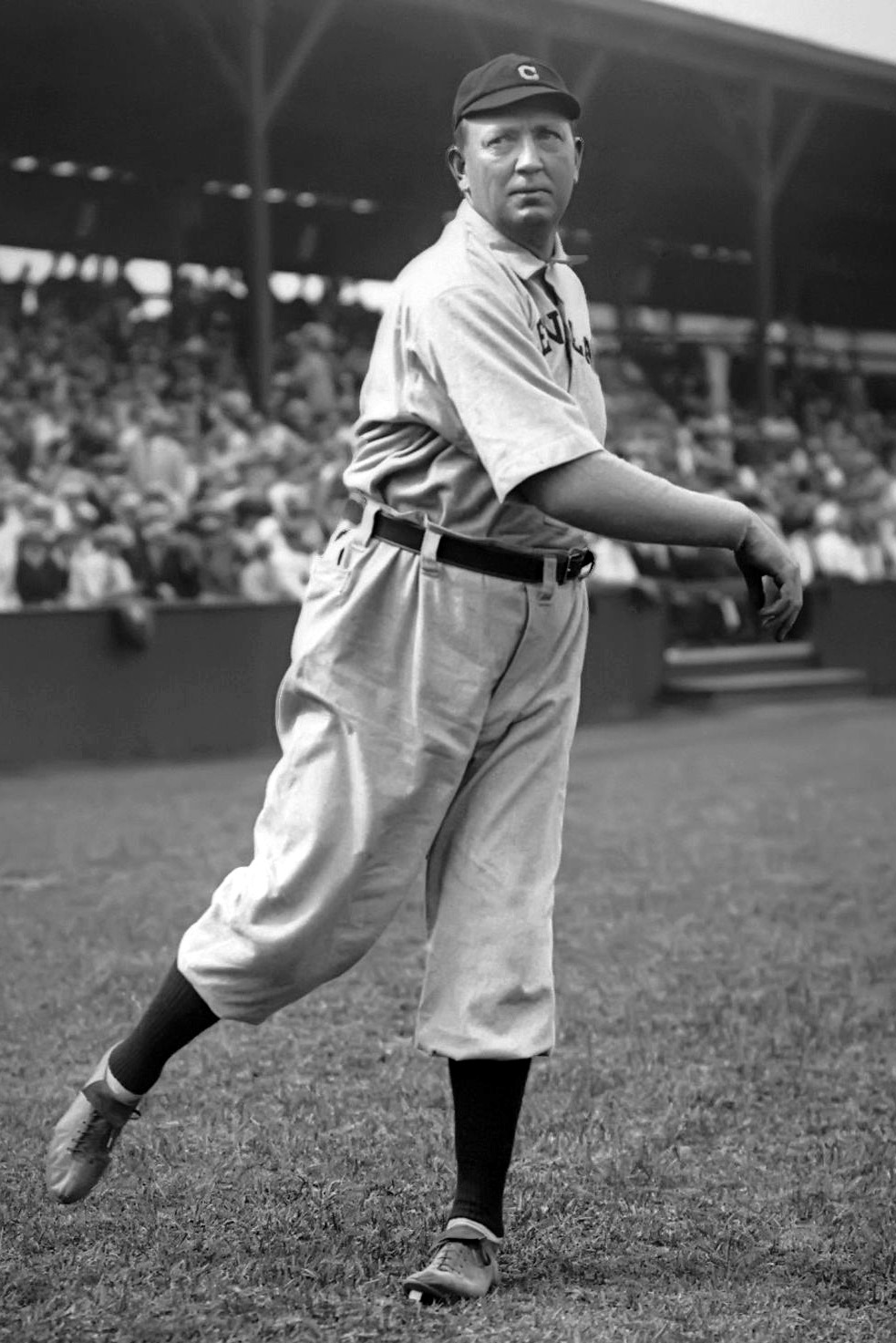
Le légendaire Cy Young.

| Année | Lanceur       | Équipe                      | Gagnés/Perdus | Sauvetages | ERA  |
| ----- | ------------- | --------------------------- | ------------- | ---------- | ---- |
| 1956  | Don Newcombe  | Dodgers de Brooklyn (NL)    | 27-7          | 0          | 3.06 |
| 1957  | Warren Spahn  | Braves de Milwaukee (NL)    | 21-11         | 3          | 2.69 |
| 1958  | Bob Turley    | Yankees de New York (AL)    | 21-7          | 1          | 2.97 |
| 1959  | Early Wynn    | White Sox de Chicago (AL)   | 22-10         | 0          | 3.17 |
| 1960  | Vern Law      | Pirates de Pittsburgh (NL)  | 20-9          | 0          | 3.08 |
| 1961  | Whitey Ford   | Yankees de New York (AL)    | 25-4          | 0          | 3.21 |
| 1962  | Don Drysdale  | Dodgers de Los Angeles (NL) | 25-9          | 1          | 2.84 |
| 1963  | Sandy Koufax* | Dodgers de Los Angeles (NL) | 25-5          | 0          | 1.88 |
| 1964  | Dean Chance   | Angels d'Anaheim (AL)       | 20-9          | 4          | 1.65 |
| 1965  | Sandy Koufax* | Dodgers de Los Angeles (NL) | 26-8          | 2          | 2.04 |
| 1966  | Sandy Koufax* | Dodgers de Los Angeles (NL) | 27-9          | 0          | 1.73 |

### Ligue américaine (depuis 1967)

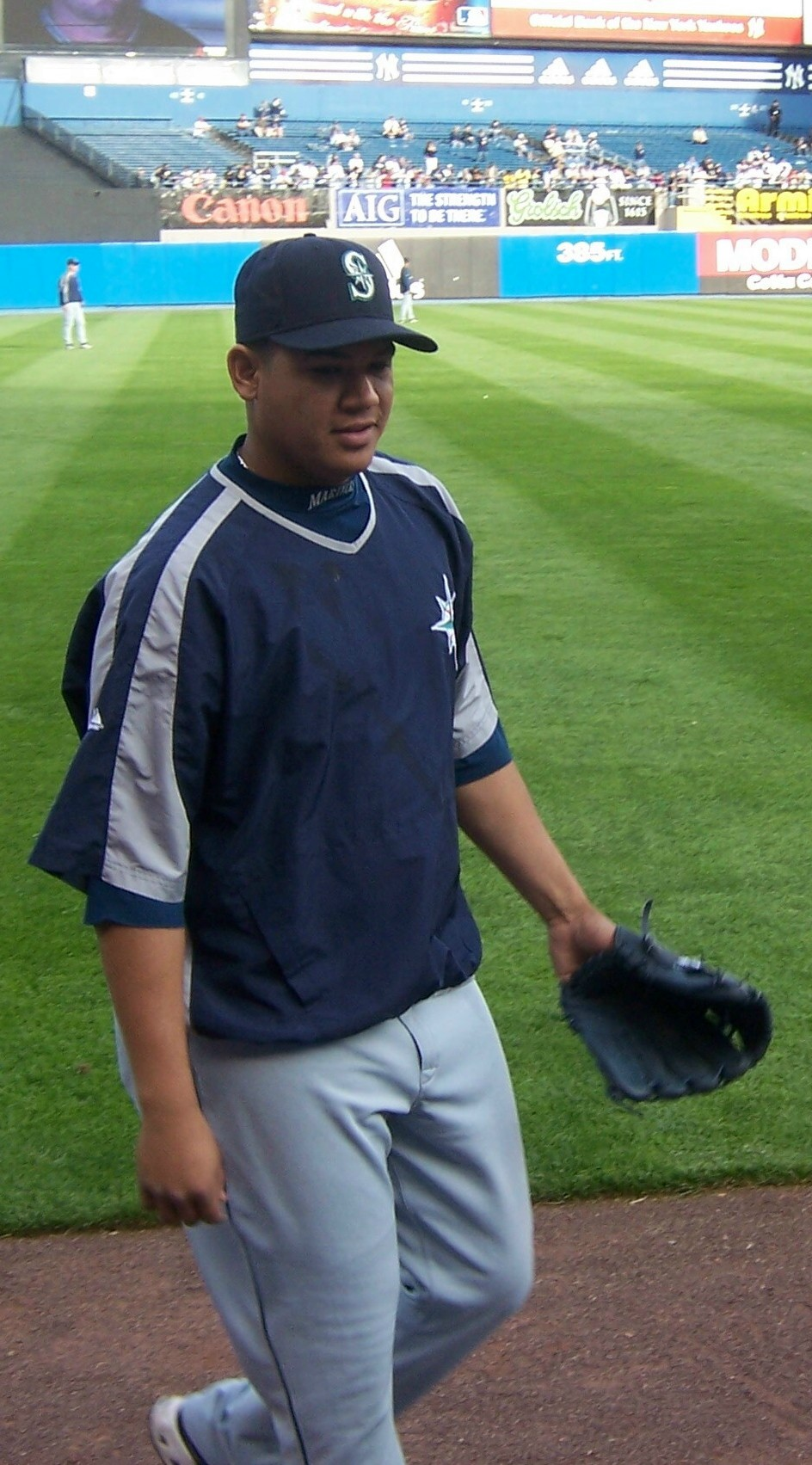
Malgré seulement 13 victoires avec un club de dernière place en 2010, Félix Hernández remporte le Cy Young.

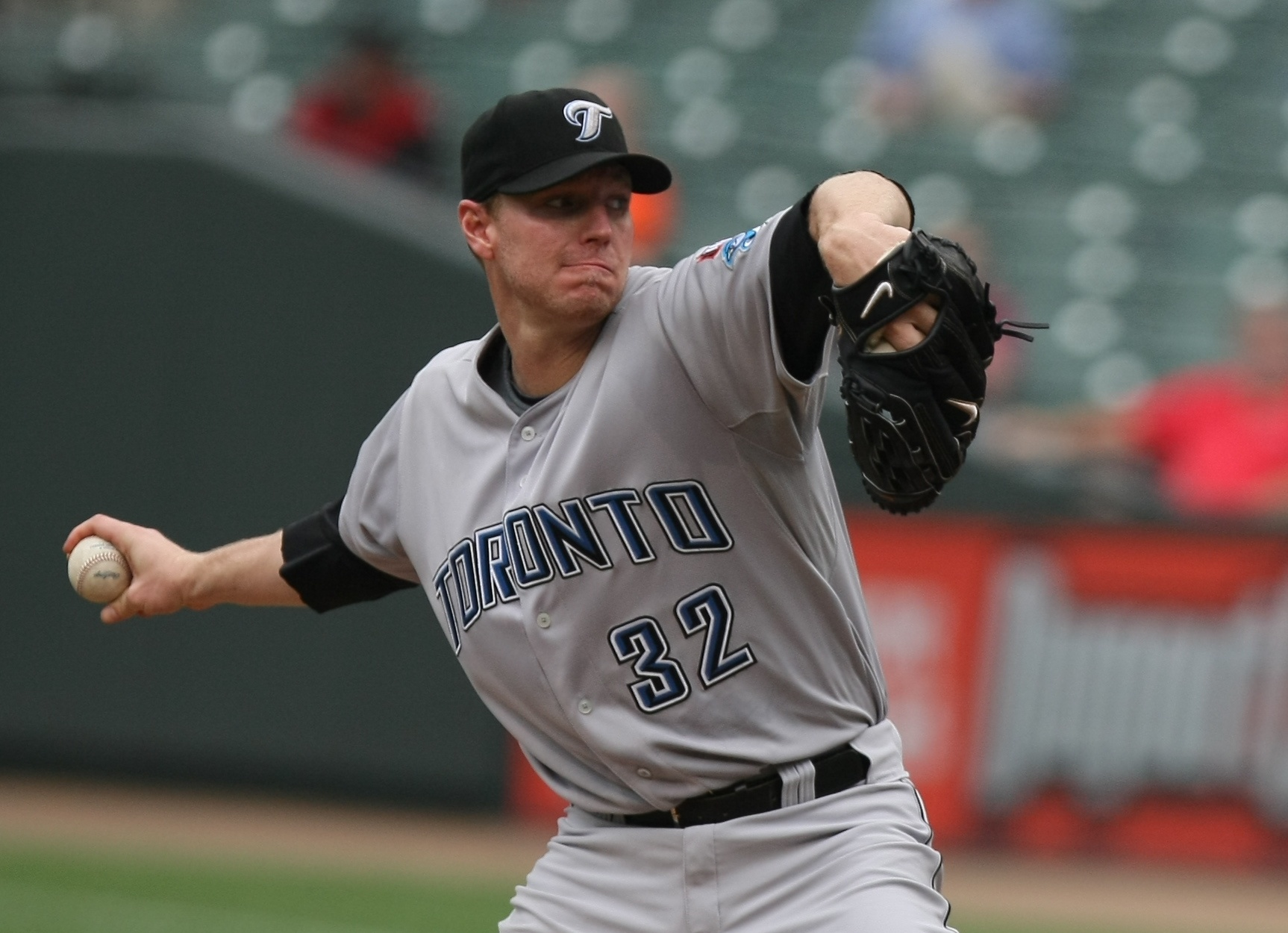
Roy Halladay, premier lanceur des Blue Jays de Toronto à gagner le Cy Young.

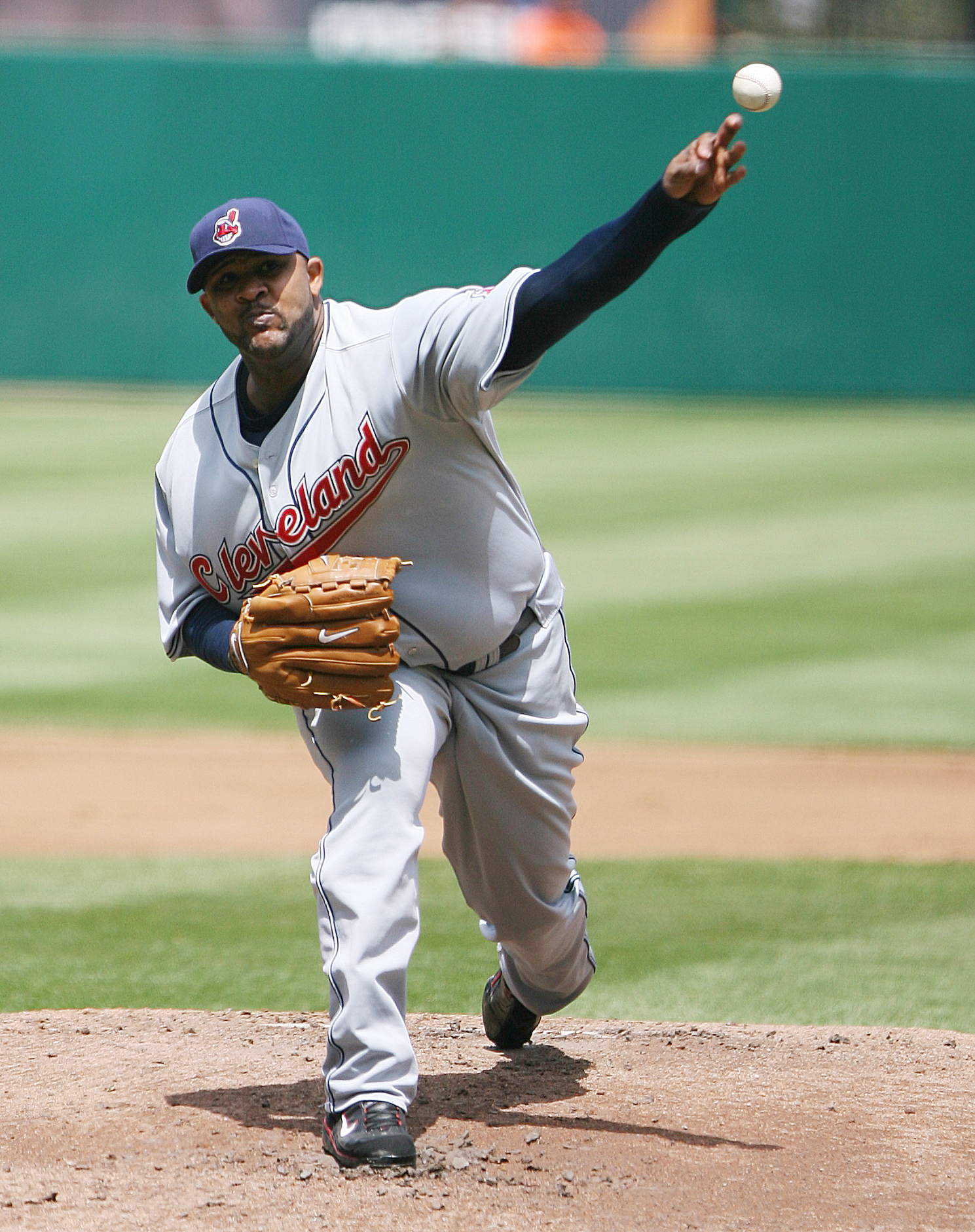
C.C. Sabathia, gagnant du trophée Cy Young comme membre des Indians de Cleveland en 2007.

| Année | Lanceur                   | Équipe                                 | Gagnés-Perdus | Sauvetages | ERA       |
| ----- | ------------------------- | -------------------------------------- | ------------- | ---------- | --------- |
| 1967  | Jim Lonborg               | Red Sox de Boston                      | 22-9          | 0          | 3,16      |
| 1968  | Denny McLain*             | Tigers de Detroit                      | 31-6          | 0          | 1,96      |
| 1969  | Mike Cuellar Denny McLain | Orioles de Baltimore Tigers de Detroit | 23-11 24-9    | 0          | 2,38 2,80 |
| 1970  | Jim Perry                 | Twins du Minnesota                     | 24-12         | 0          | 3,04      |
| 1971  | Vida Blue                 | Athletics d'Oakland                    | 24-8          | 0          | 1,82      |
| 1972  | Gaylord Perry             | Indians de Cleveland                   | 24-16         | 1          | 1,92      |
| 1973  | Jim Palmer                | Orioles de Baltimore                   | 22-9          | 1          | 2,40      |
| 1974  | Catfish Hunter            | Athletics d'Oakland                    | 25-12         | 0          | 2,49      |
| 1975  | Jim Palmer                | Orioles de Baltimore                   | 23-11         | 1          | 2,09      |
| 1976  | Jim Palmer                | Orioles de Baltimore                   | 22-13         | 0          | 2,51      |
| 1977  | Sparky Lyle               | Yankees de New York                    | 13-5          | 26         | 2,17      |
| 1978  | Ron Guidry*               | Yankees de New York                    | 25-3          | 0          | 1,74      |
| 1979  | Mike Flanagan             | Orioles de Baltimore                   | 23-9          | 0          | 3,08      |
| 1980  | Steve Stone               | Orioles de Baltimore                   | 25-7          | 0          | 3.23      |
| 1981  | Rollie Fingers            | Brewers de Milwaukee                   | 6-3           | 28         | 1,04      |
| 1982  | Pete Vuckovich            | Brewers de Milwaukee                   | 18-6          | 0          | 3,34      |
| 1983  | La Marr Hoyt              | White Sox de Chicago                   | 24-10         | 0          | 3,66      |
| 1984  | Willie Hernandez          | Tigers de Detroit                      | 9-3           | 32         | 1,92      |
| 1985  | Bret Saberhagen           | Royals de Kansas City                  | 20-6          | 0          | 2,87      |
| 1986  | Roger Clemens*            | Red Sox de Boston                      | 24-4          | 0          | 2,48      |
| 1987  | Roger Clemens             | Red Sox de Boston                      | 20-9          | 0          | 2,97      |
| 1988  | Frank Viola               | Twins du Minnesota                     | 24-7          | 0          | 2,64      |
| 1989  | Bret Saberhagen           | Royals de Kansas City                  | 23-6          | 0          | 2,16      |
| 1990  | Bob Welch                 | Athletics d'Oakland                    | 27-6          | 0          | 2,95      |
| 1991  | Roger Clemens             | Red Sox de Boston                      | 18-10         | 0          | 2,62      |
| 1992  | Dennis Eckersley          | Athletics d'Oakland                    | 7-1           | 51         | 1,91      |
| 1993  | Jack McDowell             | White Sox de Chicago                   | 22-10         | 0          | 3,37      |
| 1994  | David Cone                | Royals de Kansas City                  | 16-5          | 0          | 2,94      |
| 1995  | Randy Johnson             | Mariners de Seattle                    | 18-2          | 0          | 2,48      |
| 1996  | Pat Hentgen               | Blue Jays de Toronto                   | 20-10         | 0          | 3,22      |
| 1997  | Roger Clemens             | Blue Jays de Toronto                   | 21-7          | 0          | 2,05      |
| 1998  | Roger Clemens*            | Blue Jays de Toronto                   | 20-6          | 0          | 2,65      |
| 1999  | Pedro Martínez*           | Red Sox de Boston                      | 23-4          | 0          | 2,07      |
| 2000  | Pedro Martínez*           | Red Sox de Boston                      | 18-6          | 0          | 1,74      |
| 2001  | Roger Clemens             | Yankees de New York                    | 20-3          | 0          | 3,51      |
| 2002  | Barry Zito                | Athletics d'Oakland                    | 23-5          | 0          | 2,75      |
| 2003  | Roy Halladay              | Blue Jays de Toronto                   | 22-7          | 0          | 3,25      |
| 2004  | Johan Santana*            | Twins du Minnesota                     | 20-6          | 0          | 2,61      |
| 2005  | Bartolo Colón             | Angels d'Anaheim                       | 21-8          | 0          | 3,48      |
| 2006  | Johan Santana*            | Twins du Minnesota                     | 19-6          | 0          | 2,77      |
| 2007  | C.C. Sabathia             | Indians de Cleveland                   | 19-7          | 0          | 3,21      |
| 2008  | Cliff Lee                 | Indians de Cleveland                   | 22-3          | 0          | 2,54      |
| 2009  | Zack Greinke              | Royals de Kansas City                  | 16-8          | 0          | 2,16      |
| 2010  | Félix Hernández           | Mariners de Seattle                    | 13-12         | 0          | 2,27      |
| 2011  | Justin Verlander*         | Tigers de Detroit                      | 24-5          | 0          | 2,40      |
| 2012  | David Price               | Rays de Tampa Bay                      | 20-5          | 0          | 2,56      |
| 2013  | Max Scherzer              | Tigers de Detroit                      | 21-3          | 0          | 2,90      |
| 2014  | Corey Kluber              | Indians de Cleveland                   | 18-9          | 0          | 2,44      |
| 2015  | Dallas Keuchel            | Astros de Houston                      | 20-8          | 0          | 2,48      |
| 2016  | Rick Porcello             | Red Sox de Boston                      | 22-4          | 0          | 3,15      |
| 2017  | Corey Kluber              | Indians de Cleveland                   | 18-4          | 0          | 2,25      |
| 2018  | Blake Snell               | Rays de Tampa Bay                      | 21-5          | 0          | 1,89      |
| 2019  | Justin Verlander          | Astros de Houston                      | 21-6          | 0          | 2,58      |
| 2020  | Shane Bieber*             | Indians de Cleveland                   | 8-1           | 0          | 1,63      |
| 2021  | Robbie Ray                | Blue Jays de Toronto                   | 13-7          | 0          | 2,84      |
| 2022  | Justin Verlander          | Astros de Houston                      | 18-4          | 0          | 1,75      |
| 2023  | Gerrit Cole*              | Yankees de New York                    | 15-4          | 0          | 2,63      |

(*) sélection unanime

### Ligue nationale (depuis 1967)

Lauréat avec Cleveland en 1972 et San Diego en 1978, Gaylord Perry fut le premier à gagner le Cy Young dans les deux ligues.

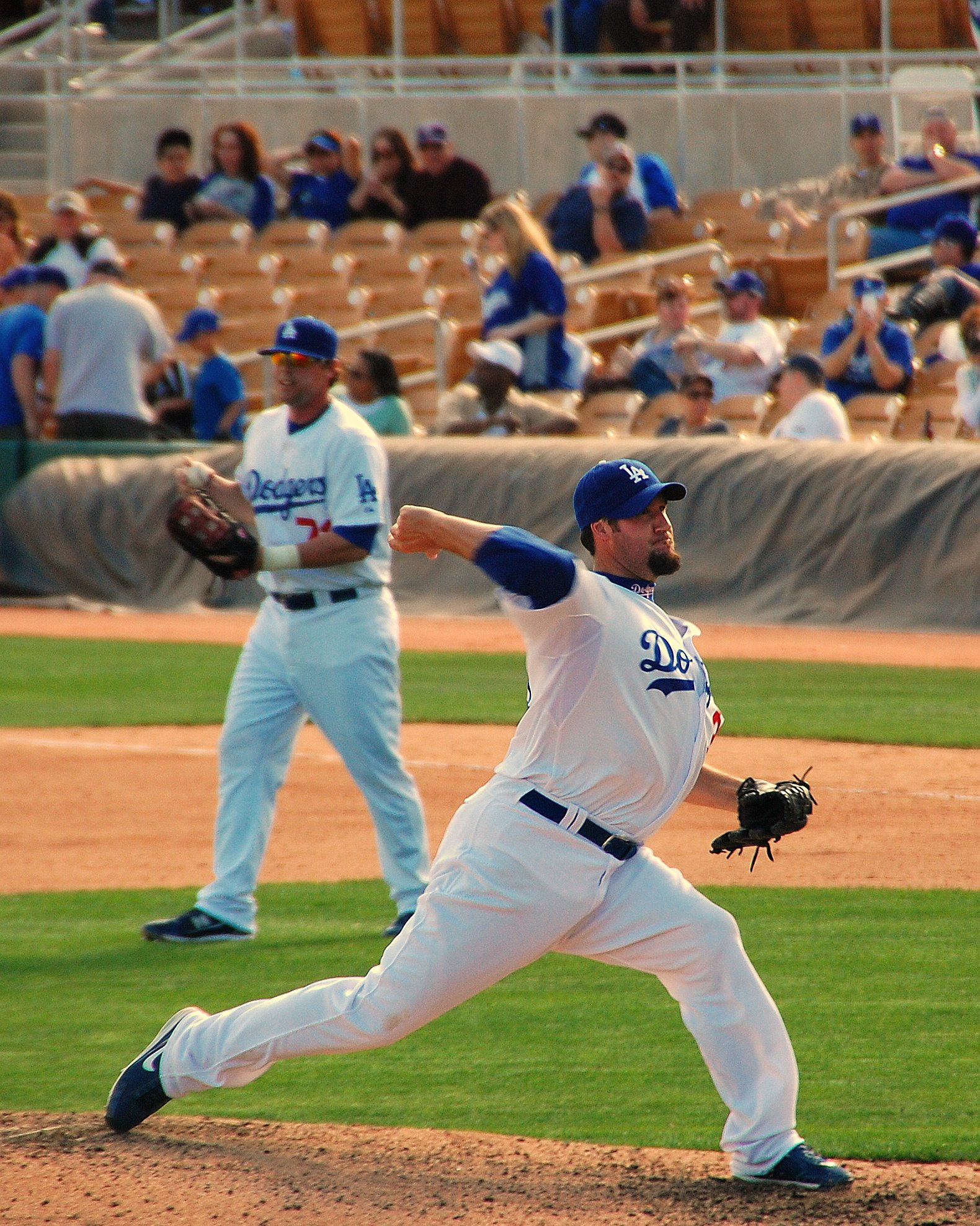
Le releveur Éric Gagné remporte le trophée Cy Young en 2003.

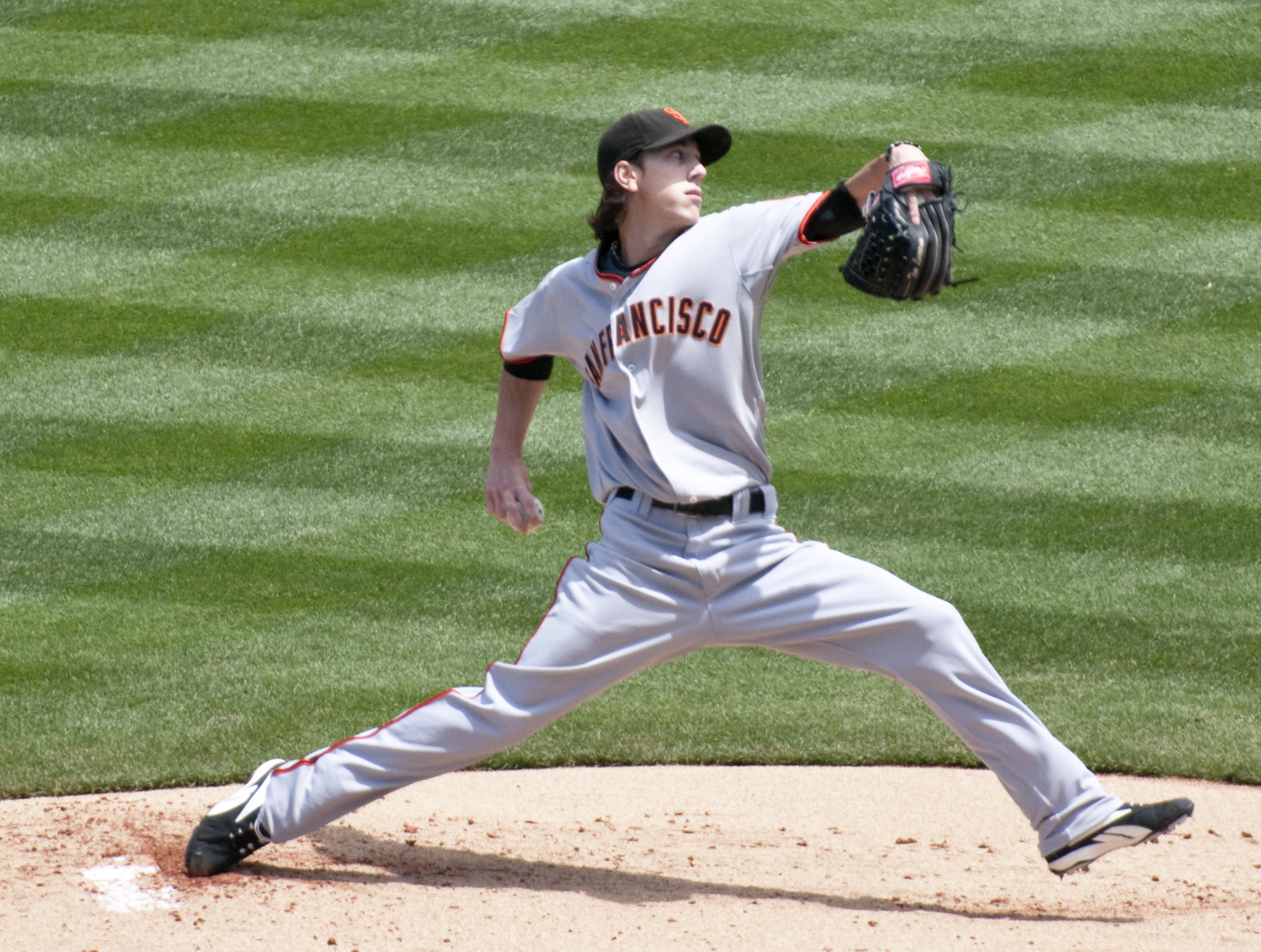
Tim Lincecum, gagnant du Cy Young en 2008 et 2009 pour les Giants.

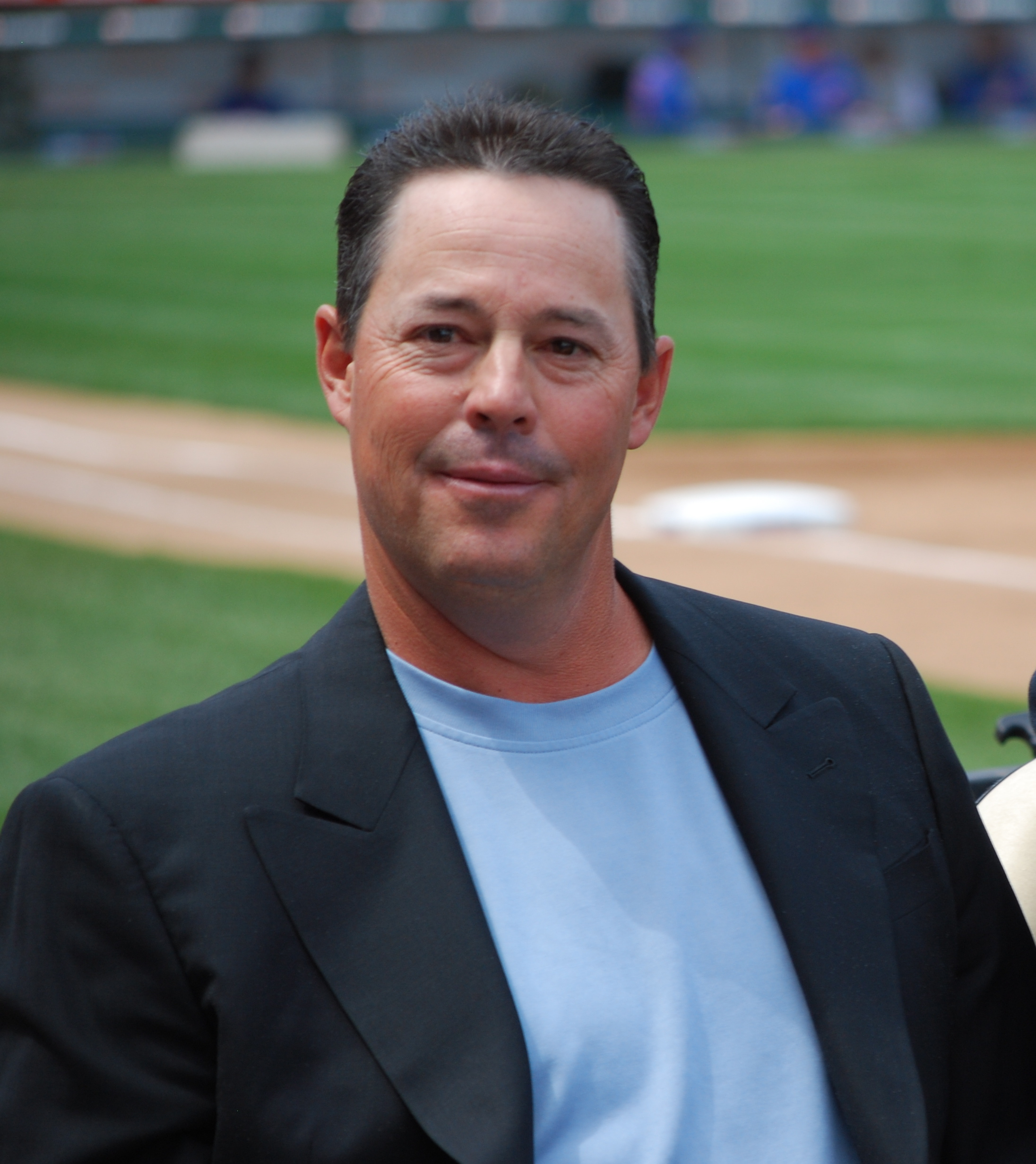
Un des lanceurs les plus dominants de la fin du XXe siècle, Greg Maddux, fut le premier à gagner quatre trophées Cy Young en quatre ans.

| Année | Lanceur             | Équipe                    | Gagnés/Perdus | Sauvetages | ERA  |
| ----- | ------------------- | ------------------------- | ------------- | ---------- | ---- |
| 1967  | Mike McCormick      | Giants de San Francisco   | 22-10         | 0          | 2.85 |
| 1968  | Bob Gibson*         | Cardinals de Saint-Louis  | 22-9          | 0          | 1.12 |
| 1969  | Tom Seaver          | Mets de New York          | 25-7          | 0          | 2.21 |
| 1970  | Bob Gibson          | Cardinals de Saint-Louis  | 23-7          | 0          | 3.12 |
| 1971  | Ferguson Jenkins    | Cubs de Chicago           | 24-13         | 0          | 2.77 |
| 1972  | Steve Carlton*      | Phillies de Philadelphie  | 27-10         | 0          | 1.98 |
| 1973  | Tom Seaver          | Mets de New York          | 19-10         | 0          | 2.08 |
| 1974  | Mike Marshall       | Los Angeles Dodgers       | 15-12         | 21         | 2.42 |
| 1975  | Tom Seaver          | Mets de New York          | 22-9          | 0          | 2.38 |
| 1976  | Randy Jones         | San Diego Padres          | 22-14         | 0          | 2.74 |
| 1977  | Steve Carlton       | Phillies de Philadelphie  | 23-10         | 0          | 2.64 |
| 1978  | Gaylord Perry       | Padres de San Diego       | 21-6          | 0          | 2.73 |
| 1979  | Bruce Sutter        | Cubs de Chicago           | 6-6           | 37         | 2.22 |
| 1980  | Steve Carlton       | Phillies de Philadelphie  | 24-9          | 0          | 2.34 |
| 1981  | Fernando Valenzuela | Dodgers de Los Angeles    | 13-7          | 0          | 2.48 |
| 1982  | Steve Carlton       | Phillies de Philadelphie  | 23-11         | 0          | 3.11 |
| 1983  | John Denny          | Phillies de Philadelphie  | 19-6          | 0          | 2.37 |
| 1984  | Rick Sutcliffe*†    | Cubs de Chicago           | 20-6          | 0          | 3.64 |
| 1985  | Dwight Gooden*      | Mets de New York          | 24-4          | 0          | 1.53 |
| 1986  | Mike Scott          | Houston Astros            | 18-10         | 0          | 2.22 |
| 1987  | Steve Bedrosian     | Phillies de Philadelphie  | 5-3           | 40         | 2.83 |
| 1988  | Orel Hershiser*     | Dodgers de Los Angeles    | 23-8          | 1          | 2.26 |
| 1989  | Mark Davis          | San Diego Padres          | 4-3           | 44         | 1.85 |
| 1990  | Doug Drabek         | Pirates de Pittsburgh     | 22-6          | 0          | 2.76 |
| 1991  | Tom Glavine         | Braves d'Atlanta          | 20-11         | 0          | 2.55 |
| 1992  | Greg Maddux         | Cubs de Chicago           | 20-11         | 0          | 2.18 |
| 1993  | Greg Maddux         | Braves d'Atlanta          | 20-10         | 0          | 2.36 |
| 1994  | Greg Maddux*        | Braves d'Atlanta          | 16-6          | 0          | 1.56 |
| 1995  | Greg Maddux*        | Braves d'Atlanta          | 19-2          | 0          | 1.63 |
| 1996  | John Smoltz         | Braves d'Atlanta          | 24-8          | 0          | 2.95 |
| 1997  | Pedro Martínez      | Expos de Montréal         | 17-8          | 0          | 1.90 |
| 1998  | Tom Glavine         | Braves d'Atlanta          | 20-6          | 0          | 2.47 |
| 1999  | Randy Johnson       | Diamondbacks de l'Arizona | 17-9          | 0          | 2.49 |
| 2000  | Randy Johnson       | Diamondbacks de l'Arizona | 19-7          | 0          | 2.64 |
| 2001  | Randy Johnson       | Diamondbacks de l'Arizona | 21-6          | 0          | 2.49 |
| 2002  | Randy Johnson*      | Diamondbacks de l'Arizona | 24-5          | 0          | 2.32 |
| 2003  | Éric Gagné          | Dodgers de Los Angeles    | 2-3           | 55         | 1.20 |
| 2004  | Roger Clemens       | Astros de Houston         | 18-4          | 0          | 2.98 |
| 2005  | Chris Carpenter     | Cardinals de Saint-Louis  | 21-5          | 0          | 2.83 |
| 2006  | Brandon Webb        | Diamondbacks de l'Arizona | 16-8          | 0          | 3.10 |
| 2007  | Jake Peavy*         | Padres de San Diego       | 19-6          | 0          | 2.54 |
| 2008  | Tim Lincecum        | Giants de San Francisco   | 18-5          | 0          | 2.62 |
| 2009  | Tim Lincecum        | Giants de San Francisco   | 15-7          | 0          | 2,48 |
| 2010  | Roy Halladay*       | Phillies de Philadelphie  | 21-10         | 0          | 2,44 |
| 2011  | Clayton Kershaw     | Dodgers de Los Angeles    | 21-5          | 0          | 2,28 |
| 2012  | R. A. Dickey        | Mets de New York          | 20-6          | 0          | 2,73 |
| 2013  | Clayton Kershaw     | Dodgers de Los Angeles    | 16-9          | 0          | 1,83 |
| 2014  | Clayton Kershaw     | Dodgers de Los Angeles    | 21-3          | 0          | 1,77 |
| 2015  | Jake Arrieta        | Cubs de Chicago           | 22-6          | 0          | 1,77 |
| 2016  | Max Scherzer        | Nationals de Washington   | 20-7          | 0          | 2,96 |
| 2017  | Max Scherzer        | Nationals de Washington   | 16-6          | 0          | 2,51 |
| 2018  | Jacob deGrom        | Mets de New York          | 10-9          | 0          | 1,70 |
| 2019  | Jacob deGrom        | Mets de New York          | 11-8          | 0          | 2,43 |
| 2020  | Trevor Bauer        | Reds de Cincinnati        | 5-4           | 0          | 1,73 |
| 2021  | Corbin Burnes       | Brewers de Milwaukee      | 11-5          | 0          | 2,43 |
| 2022  | Sandy Alcántara     | Marlins de Miami          | 14-9          | 0          | 2,28 |
| 2023  | Blake Snell         | Padres de San Diego       | 14-9          | 0          | 2,25 |

(*) sélection unanime

### Vainqueurs multiples
19 lanceurs ont remporté au moins deux fois le trophée. Avec sept trophées, Roger Clemens domine le palmarès tandis que Greg Maddux et Randy Johnson se partagent le record des succès consécutifs : quatre. Maddux de 1992 à 1995 et Johnson de 1999 à 2002. Roy Halladay, Roger Clemens, Randy Johnson, Pedro Martínez, Gaylord Perry, Blake Snell et Max Scherzer ont remporté le trophée dans les deux ligues.
| Lanceurs         | Nombre de fois | Années                                   |
| ---------------- | -------------- | ---------------------------------------- |
| Roger Clemens    | 7              | 1986, 1987, 1991, 1997, 1998, 2001, 2004 |
| Randy Johnson    | 5              | 1995, 1999, 2000, 2001, 2002             |
| Steve Carlton    | 4              | 1972, 1977, 1980, 1982                   |
| Greg Maddux      | 4              | 1992, 1993, 1994, 1995                   |
| Clayton Kershaw  | 3              | 2011, 2013, 2014                         |
| Sandy Koufax     | 3              | 1963, 1965, 1966                         |
| Pedro Martínez   | 3              | 1997, 1999, 2000                         |
| Jim Palmer       | 3              | 1973, 1975, 1976                         |
| Tom Seaver       | 3              | 1969, 1973, 1975                         |
| Max Scherzer     | 3              | 2013, 2016, 2017                         |
| Justin Verlander | 3              | 2011, 2019, 2022                         |
| Jacob deGrom     | 2              | 2018, 2019                               |
| Bob Gibson       | 2              | 1968, 1970                               |
| Tom Glavine      | 2              | 1991, 1998                               |
| Roy Halladay     | 2              | 2003, 2010                               |
| Corey Kluber     | 2              | 2014, 2017                               |
| Tim Lincecum     | 2              | 2008, 2009                               |
| Denny McLain     | 2              | 1968, 1969                               |
| Gaylord Perry    | 2              | 1972, 1978                               |
| Bret Saberhagen  | 2              | 1985, 1989                               |
| Johan Santana    | 2              | 2004, 2006                               |
| Blake Snell      | 2              | 2018, 2023                               |